# Bab El Assa
Bab El Assa est une commune de la wilaya de Tlemcen en Algérie, proche de la frontière marocaine.

## Géographie

### Situation
Le territoire de la commune de Bab El Assa est situé au nord-ouest de la wilaya de Tlemcen. 
Bab El Assa est située à 30 km à l'ouest de Maghnia, à 21 km à vol d'oiseau au sud-ouest de la ville côtière de Ghazaouet et à 6 km à vol d'oiseau à l'est de la ville marocaine d'Ahfir.
| MSirda Fouaga | Souk Tlata  | Souk Tlata |
| MSirda Fouaga | Bab El Assa | Souahlia   |
| (Maroc)       | (Maroc)     | Souani     |

### Relief et hydrologie
Bab El Assa est située dans la région de M'Sirda T'hata (ancien nom berbère "El Malha"), surplombé par les monts Bouzaki et Bessam. Le village se situe à 7 km à vol d'oiseau au sud du Djebel Zendal, massif du littoral  culminant à 600 m d'altitude.

### Localités de la commune
En 1984, la commune de Bab El Assa est constituée à partir des localités suivantes : 
- Bab El Assa
- Yembou
- Benkrama
- Taaddamat
- Ouled Sidi Slimane
- Selam
- Ferme Si Mokhtar
- Km 24
- Bouzaouaghi
- Allouane

## Personnalités liées à la commune
- Amin Zaoui, écrivain, y est né en 1956